# STS-37
STS-37 e тридесет и деветата мисия на НАСА по програмата Спейс шатъл и осми полет на совалката Атлантис. Основната задача на тази мисия е извеждането в космоса на рентгеновата гама-обсерватория „Комптън“.

## Екипаж
| Пост                    | Астронавт                            |
| ----------------------- | ------------------------------------ |
| Командир                | Стивън Нейгел трети космически полет |
| Пилот                   | Кенет Камерън първи космически полет |
| Специалист на мисията 1 | Джери Рос трети космически полет     |
| Специалист на мисията 2 | Джером Апт първи космически полет    |
| Специалист на мисията 3 | Линда Годуин първи космически полет  |

- Броят на полетите е преди и включително тази мисия.

## Полетът
Стартът на мисията е планиран и осъществен за 5 април 1991 г. в 14:18 UTC.
Основният полезен товар е гама-лъчевата обсерватория (CGRO) е изведен на третия ден от полета. Това е втората от четирите планирани големи космически обсерватории на НАСА (първата е космическия телескоп Хъбъл, стартирала с мисия STS-31 през април 1990 г.). С негова помощ се наблюдават в продължение на 2 години високоенергийни гама излъчвания, които не могат да проникнат през земната атмосфера. Със своето тегло от повече от 15 тона, той е най-тежкият спътник, намиращ се в ниска орбита и изведен от космическа совалка. Той е и първият спътник, имащ възможност за дозареждане с гориво от совалката. След пет месеца в космоса, през които носи името Gamma Ray Observatory е наречен на името на Нобеловия лауреат Артър Холи Комптън (Compton Gamma Ray Observatory)
След няколко месеца той е бил в чест на физик и Нобелов лауреат Артър Холи Комптън в Compton Gamma Ray обсерватория преименува.
При извеждането от товарния отсек се установява, че антената за контрол на телескопа не се е разтворила. Затова се налага да се направи извънредно излизане в открития космос. Това е първата непланирана космическа разходка от мисия STS-51D насам (април 1985 г.). На следващия ден се осъществява първата планирана космическа разходка от мисия STS-61B насам (ноември 1985 г.). По време на някое от излизанията се оказва, че ръкавицата на единия от астронавтите (не се разкрива кой от двамата) е пробита вероятно от космически боклук. Любопитното е, че пробивът е забелязан чак след приключване на мисията по излизането в открития космос и връщането на борда на совалката, тъй като не е имало спад на налягане в костюма.
Кацане става на 11 април 1991 г., в 13:55 UTC на писта 33 на военновъздушната база „Едуардс“ в Калифорния. Заради лошото време в района на базата кацането е отложено с 1 ден. Седмица по-късно совалката е транспортирана до космическия център „Джон Ф. Кенеди“.

## Параметри на мисията
- Маса:
  - При старта: 116 040 кг
  - При кацането: 86 651 кг
  - Полезен товар: 17 204 кг
- Перигей: 450 км
- Апогей: 462 км
- Инклинация: 28,5°
- Орбитален период: 93.7 мин

### Космически разходки
| № | Участници              | Начало                 | Край                   | Продължителност  |
| - | ---------------------- | ---------------------- | ---------------------- | ---------------- |
| 1 | Джером Апт и Джери Рос | 7 април 1991 18:39 UTC | 7 април 1991 23:05 UTC | 4 часа 26 минути |
| 2 | Джером Апт и Джери Рос | 8 април 1991 14:43 UTC | 8 април 1991 20:30 UTC | 5 часа 47 минути |

## Галерия
- Схема на космическия телескоп.
- Стартът на Атлантис, мисия STS-37.
- Обсерваторията „Комптън“ излиза от товарния отсек на совалката.
- Астронавтите Джери Рос и Джером Апт по време на второто излизане в открития космос.
- Джером Апт в открития космос.
- Джери Рос в открития космос.
- Приземяването на совалката в авиобазата „Едуардс“, Калифорния.